# Dječja glista
Dječja glista (lat. Ascaris lumbricoides) je parazit koji živi u tijelu djece. Spada u obliće.
Jaja dječje gliste vrlo su otporne i mogu preživjeti u tlu i do deset godina. Dječja glista pomoću ždrijela uzima sokove domaćina. Gliste su razdvojenog spola. Žive uglavnom u debelom crijevu ili u tankom crijevu. Izgledaju kao mali bijeli končići, i mogu se vidjeti golim okom.Tijelo dječje gliste prekriveno je kutikulom, a ispod kutikule se nalaze mišići koji životinji omogućuju zmijoliko kretanje. Probavilo je prohodno:usta-ždrijelo-ravno crijevo-crijevni otvor. Dječja glista nema organe za disanje ni optjecajnog sustava. Prenosi se prljavim rukama ili hranom. Živčani sustav je jednostavan, a sastoji se od živčanih vrpci koje se pružaju duž tijela.

## Način zaraze
Djeca se zaraze kad se igraju sa zemljom, gurajući ruke ili druge predmete zaražene jajašcima u usta.

## Znakovi bolesti
Znakovi bolesti su: iznemoglost, teško disanje, zastoji u probavi.

## Vanjske poveznice
|  | Zajednički poslužitelj ima još gradiva o temi Ascaris lumbricoides |
|  | Wikivrste imaju podatke o taksonu Ascaris lumbricoides             |